# پاورتی پوینت
پاورتی پوینت (فرانسوی: Pointe de Pauvreté‎) واقع در شمال شرقی لوئیزیانا، مکانی تاریخی است که داستان فرهنگ‌های بومیان آمریکا باستان را روایت می‌کند. این سایت محل بنای یادبود ملی پاورتی پوینت است که در سال ۲۰۱۴ به عنوان میراث جهانی یونسکو معرفی شد. این مکان یکی از مهم‌ترین مکان‌های باستان‌شناسی در آمریکای شمالی است که دستاوردهای باورنکردنی مردمی را که بیش از ۳۵۰۰ سال پیش در آنجا زندگی می‌کردند را به نمایش می‌گذارد. (بین سال‌های ۱۷۰۰ و ۱۱۰۰ قبل از میلاد در طول دوره باستانی پسین در آمریکای شمالی ساخته شده است) شواهد فرهنگ پاورتی پوینت در بیشتر مناطق جنگلی جنوب شرقی جنوب ایالات متحده وجود دارد. این فرهنگ ۱۰۰ مایل (۱۶۰ کیلومتر) در دلتای می‌سی‌سی‌پی و از جنوب تا ساحل خلیج گسترش دارد.
این سایت دارای مجموعه ای از آثار خاکی بزرگ، از جمله تپه‌ها و پشته‌ها است که توسط فرهنگ پاورتی پوینت ساخته شده است. این سازه‌ها به صورت یک الگوی منحصر به فرد و نیم دایره چیده شده‌اند و از خاکی ساخته شده‌اند که با دقت شکل گرفته و با دست جابجا شده است. بزرگ‌ترین تپه که به عنوان تپه A شناخته می‌شود، حدود ۷۰ فوت ارتفاع دارد و نمونه ای قابل توجه از مهندسی ماقبل تاریخ است. ساخت این تپه‌ها نیاز به کار گروهی و سازماندهی زیادی داشت که نشان می‌دهد مردم پوورتی پوینت جامعه پیچیده‌ای داشتند.
باستان شناسان انواع مختلفی از پیشنهادهای ممکن را برای این سایت ارایه کرده‌اند، از جمله به عنوان یک شهرک، یک مرکز تجاری، یا یک مجموعه مذهبی تشریفاتی. باستان شناسان بر این باورند که پوورتی پوینت مرکز اصلی تجارت و اجتماعات بوده است. مردمی که در اینجا زندگی می‌کردند شکارچیان ماهر، گردآورنده‌ها و ماهیگیران بودند. آنها ابزار و ظروف سفالی می‌ساختند و کالاها را با قبایل دیگر در منطقه وسیعی مبادله می‌کردند. شواهد نشان می‌دهد که آنها برای به دست آوردن موادی مانند سنگ و خشت که برای ساختن ابزار و سفال از آنها استفاده می‌شد، مسافت زیادی را طی می‌کردند.
بازدیدکنندگان پوورتی پوینت می‌توانند از طریق مسیرهای پیاده‌روی به این سایت بیایند. همچنین موزه ای وجود دارد که اطلاعاتی در مورد تاریخ و فرهنگ مردم پاورتی پوینت ارائه می‌دهد. در این موزه آثاری مانند سفال، ابزار و سایر اشیایی که در حفاری‌های باستان‌شناسی کشف شده‌اند، به نمایش گذاشته شده است.
پاورتی پوینت تنها مکانی برای یادگیری در مورد گذشته نیست. همچنین یک منطقه طبیعی خاص است. این سایت توسط جنگل‌های سرسبز و تالاب‌ها احاطه شده است که آن را به مکانی عالی برای تماشای پرندگان و لذت بردن از فضای باز تبدیل کرده است. خانواده‌ها می‌توانند پیک نیک داشته باشند، مسیرهای پیاده‌روی را طی کنند و در برنامه‌های آموزشی ارائه شده توسط پارک شرکت کنند.
این ملک ۱۶۳ هکتاری شامل «بزرگ‌ترین و پیچیده‌ترین مکان‌های تشریفاتی دوران باستان پسین است که تاکنون در آمریکای شمالی یافت شده است». اروپایی‌ها این سایت را در قرن نوزدهم توصیف کردند. از دهه ۱۹۵۰ پاورتی پوینت کانون کاوش‌های حرفه ای باستان‌شناسی بوده است. نام این عملیات خاکی از مزرعه ای متعلق به قرن نوزدهم در این ملک گرفته شده است.